# Федосіївка (пункт пропуску)
47°32′23″ пн. ш. 29°11′7″ сх. д. / 47.53972° пн. ш. 29.18528° сх. д.
Федосі́ївка — пункт пропуску через Державний кордон України на кордоні з Молдовою (невизнана республіка Придністров'я).
Розташований в Одеській області, Окнянський район, неподалік від однойменного села на автошляху Т 1612. Із молдавського боку розташований пункт пропуску «Жура» неподалік від однойменного села, Рибницький район, на автошляху М4 у напрямку Рибниці.
Вид пункту пропуску — автомобільний. Статус пункту пропуску — місцевий з 7.00 до 20.00. 
Характер перевезень — пасажирський.
Судячи із відсутності даних про пункт пропуску «Федосіївка» на сайті МОЗ, очевидно пункт може здійснювати тільки радіологічний, митний та прикордонний контроль.